# 네덜란드 왕립 축구 협회
네덜란드 왕립 축구 협회(네덜란드어: Koninklijke Nederlandse Voetbalbond ˈkoː.nɪŋk.lə.kə ˈneː.dər.ˌlɑnt.sə ˈvud.bɑɫ.ˌbɔnt[*]) 혹은 KNVB(네덜란드어:  ˌkaːʔ.ɛn.veː.ˈbeː[*])는 네덜란드의 축구 협회이다. KNVB는 네덜란드 축구 리그인 에레디비시와 에이르스터 디비시를 포함하여, 아마추어 리그, 그리고 네덜란드의 남자 및 여자 축구 국가대표팀을 관리하고 있다. 벨기에와 함께, KNVB는 벨기에와 네덜란드의 여자 축구 1부 리그인 베네리그를 공동 운영했었다. KNVB 본부는 위트레흐트 중심부인 제이스트에 위치하고 있다.
KNVB는 1889년 12월 8일에 설립되었으며, 1904년 FIFA의 창립 멤버이다. 네덜란드 축구 리그는 협회가 형성되기 10년전부터 이미 비공식적으로 형성되어 있었다.

## 같이 보기
- 네덜란드 축구 국가대표팀
- 네덜란드 여자 축구 국가대표팀